# Julián Ruiz (baloncestista)
Julián Ruiz (Buenos Aires, Argentina, 29 de abril de 1998) es un baloncestista argentino que juega en la posición de base. Actualmente compite en La Liga Argentina como miembro de Quilmes de Mar del Plata.

## Trayectoria
Aunque nacido en Buenos Aires, Ruiz creció en la ciudad de Plaza Huincul, donde aprendió a jugar al baloncesto en el club Pérfora. Allí más tarde comenzaría a actuar al más alto nivel competitivo en las categorías del ascenso argentino, pasando en el 2016 a Quimsa de la Liga Nacional de Básquet. Luego de una temporada con los santiagueños fue fichado por La Unión de Formosa.
Pese a que en sus dos primeros años en la máxima categoría del baloncesto profesional argentino pudo actuar en 81 partidos, su tiempo de juego en los mismos fue muy limitado. Por ese motivo en 2018 se unió a Platense de La Liga Argentina. Al base le tocaría integrar un plantel que terminaría por conquistar el título del torneo y conseguir el ascenso a la LNB.
Tras esa experiencia, Ruiz retornó a Pérfora para jugar la temporada 2019-20 del Torneo Federal de Básquetbol, pero el certamen quedó inconcluso debido al inicio de la pandemia de COVID-19. Posteriormente el base volvería a la competición como jugador de Estudiantes de Olavarría, donde estuvo un año y medio. 
En agosto de 2022, luego de que los olavarrienses desistieran de la idea de continuar en La Liga Argentina, Ruiz arregló su continuidad en la categoría pero como miembro de Del Progreso. La precoz eliminación de su equipo de la fase final del torneo, le abrió la posibilidad al base de buscar nuevos horizontes: así fue que terminó siendo contratado por los Llaneros de Guárico de la Superliga Profesional de Baloncesto de Venezuela para jugar como el armador del equipo en la temporada 2023.
Ya de regreso en su país fue fichado por Peñarol de Mar del Plata de la Liga Nacional de Básquet, pero a mitad de temporada dejó al equipo para unirse a su clásico rival Quilmes de Mar del Plata, a la sazón militante de La Liga Argentina.

### Clubes
| Club                     | País      | Año             |
| ------------------------ | --------- | --------------- |
| Pérfora                  | Argentina | 2014 - 2016     |
| Quimsa                   | Argentina | 2016 - 2017     |
| La Unión de Formosa      | Argentina | 2017 - 2018     |
| Platense                 | Argentina | 2018 - 2019     |
| Pérfora                  | Argentina | 2019 - 2020     |
| Estudiantes de Olavarría | Argentina | 2021 - 2022     |
| Del Progreso             | Argentina | 2022 - 2023     |
| Llaneros de Guárico      | Venezuela | 2023            |
| Peñarol                  | Argentina | 2023            |
| Quilmes                  | Argentina | 2024 - Presente |

## Selecciones

### Selección de Neuquén
Ruiz jugó con las selecciones juveniles de Neuquén en diversas categorías y también con la selección mayor, con la cual se consagraría campeón del Campeonato Argentino de Básquet 2017, siendo además nombrado MVP del torneo.
Asimismo con el equipo de baloncesto 3x3 de su provincia conquistaría la edición U14 en 2011, U15 en 2012 y U16 en 2013 del Campeonato Argentino de Básquet 3x3. 

### Selección nacional juvenil
Ruiz fue parte del combinado argentino que venció en el Campeonato Sudamericano de Baloncesto Sub-15 de 2012.
En 2014 integró el equipo que representó a su país en el Torneo Internacional TBF Sub-16 en Turquía.